# Setaria viridis
Setaria viridis là tên khoa học theo danh pháp hai phần của loài cỏ đuôi cáo, là một loài thực vật có hoa trong họ Hòa thảo. Loài này đã được Cac Linnê mô tả đầu tiên trên thế giới, sau được P. Beauvois xác định lại vào năm 1812 (Ess. Agrostogr.51.1812), nên tên đủ theo quy ước là Setaria viridis (L) P.Beauv. 
Nó đôi khi được coi là một phân loài của Setaria italica. Nó có nguồn gốc Á-Âu, nhưng nó được biết đến trên hầu hết các châu lục như là một loài được du nhập và có liên quan chặt chẽ với Setaria faberi, một loại cỏ dại gây hại. Nó là một loại cỏ dễ mọc, mọc trong nhiều loại môi trường sống đô thị, đất canh tác, các khu đất trống, vỉa hè, đường sắt, bãi cỏ, và ở bên lề của các cánh đồng.

## Hình ảnh

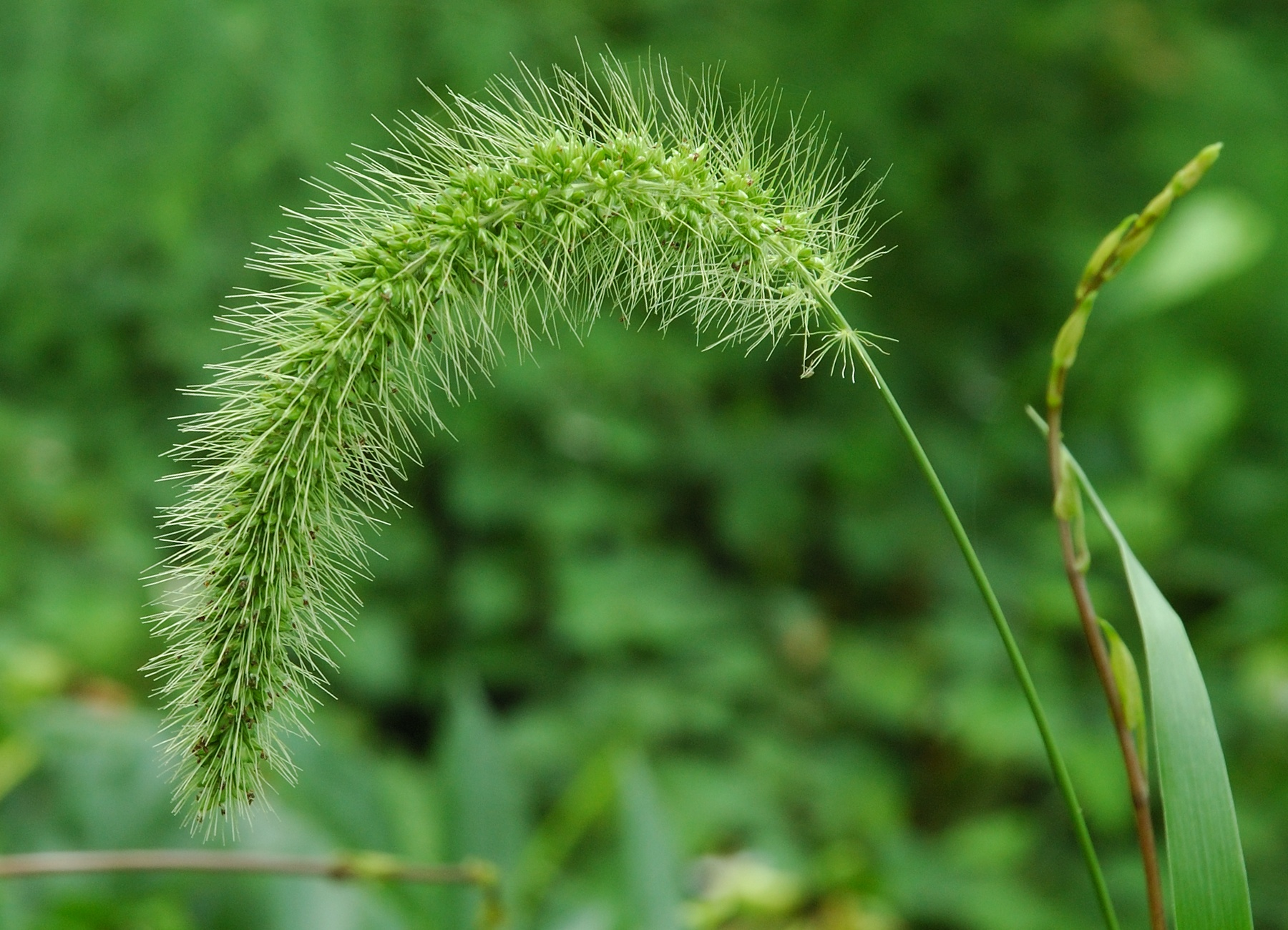
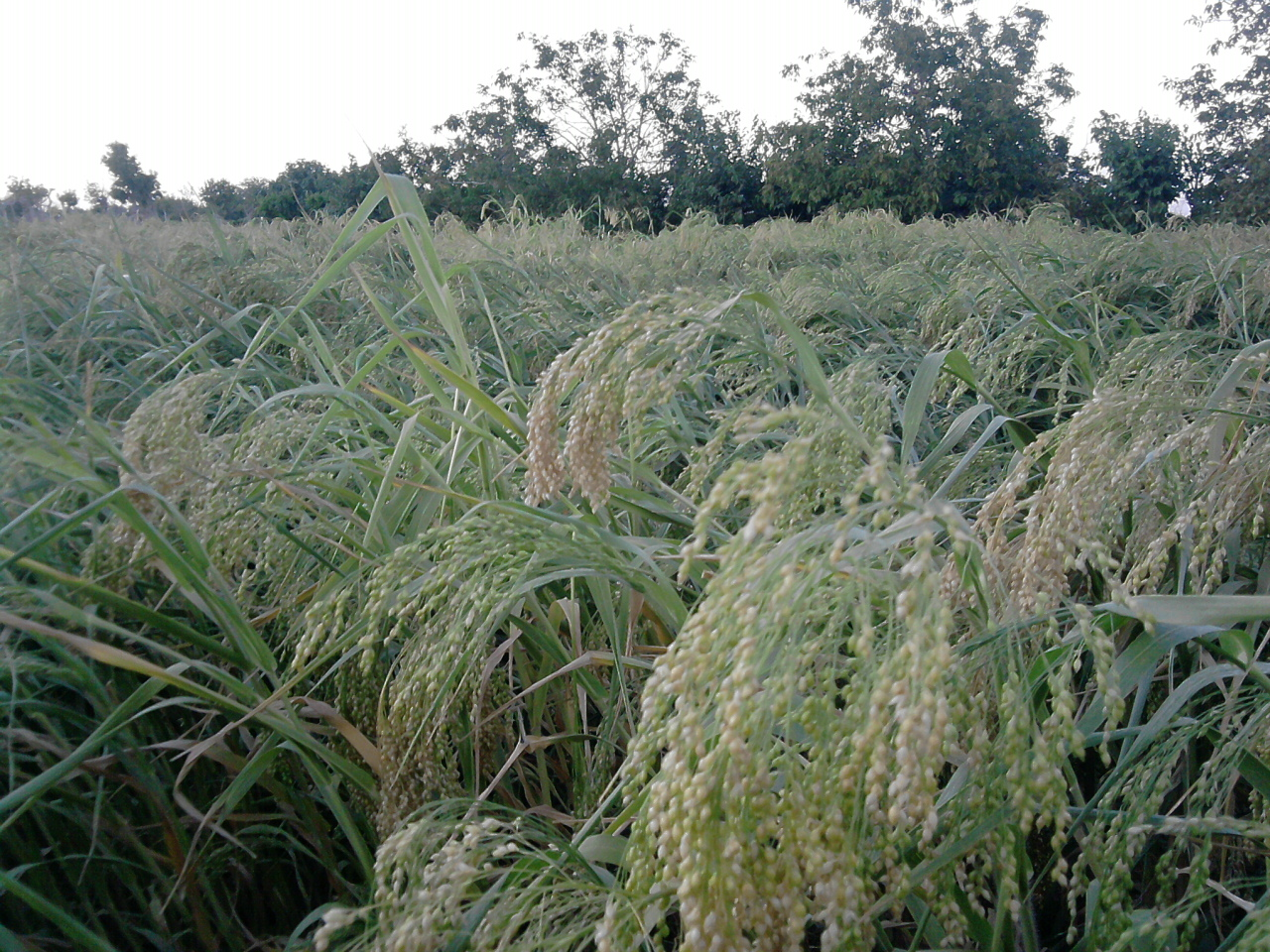
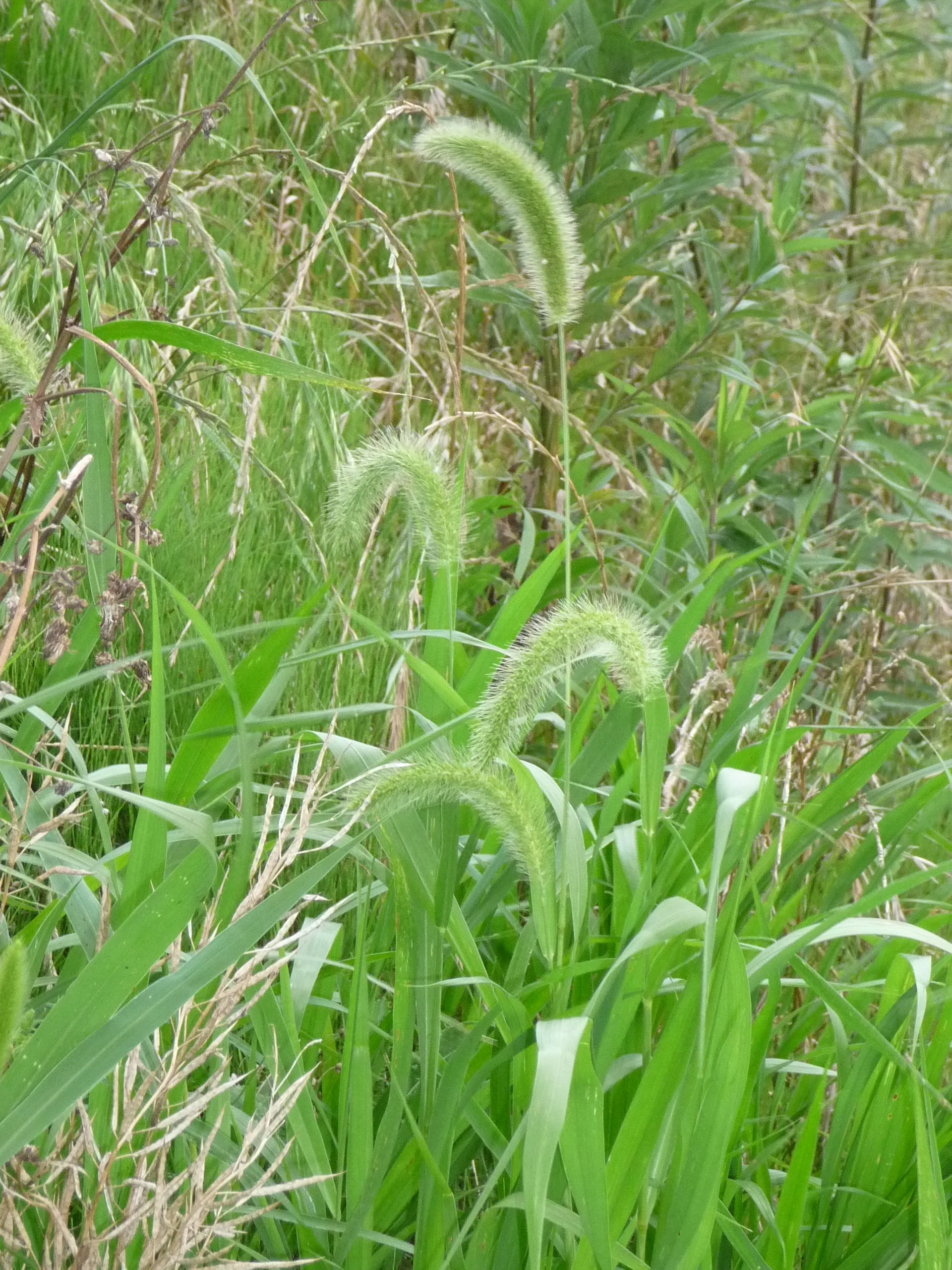
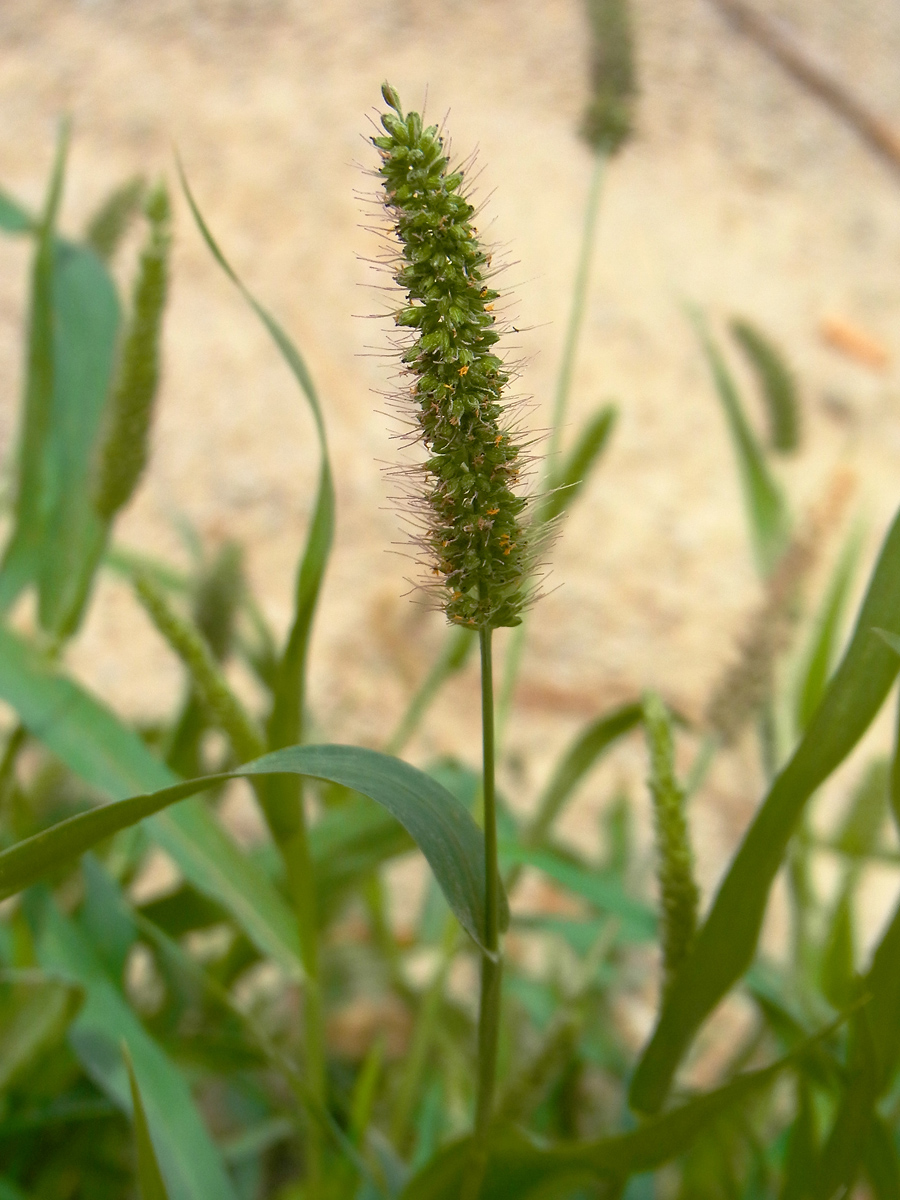